# Пелуго
Пелуго, Пелуґо (італ. Pelugo) — муніципалітет в Італії, у регіоні Трентіно-Альто-Адідже, провінція Тренто.
Пелуго розташоване на відстані близько 490 км на північ від Рима, 31 км на захід від Тренто.
Населення — 401 особа (2014).
Щорічний фестиваль відбувається останньої неділі липня. Покровитель — Sagra dell'Angelo.

## Демографія
Населення за роками:

Станом на 1 січня 2023 року в муніципалітеті офіційно проживало 30 іноземців з 11 країн, серед них 9 громадян країн Євросоюзу.

## Сусідні муніципалітети
- Кадерцоне-Терме
- Даоне
- Массімено
- Тре-Вілле
- Сп'яццо
- Стрембо
- Порте-ді-Рендена